# 高安公主
高安公主（649年—714年），中国唐朝皇帝唐高宗李治的次女，始封宣城公主，蕭淑妃所生。
因母亲蕭淑妃爭寵失敗的缘故，与姐姐义阳公主李下玉一起被囚于掖庭宫。咸亨二年（671年），宣城公主嫁颍州刺史王勖。天授二年（691年），王勖参与了反对武则天的行动，被杀，宣城公主被禁錮。
神龙元年（705年），張柬之等人發動了神龍革命，兵變逼迫武則天退位，唐中宗复辟，以宣城公主进封长公主，实封千户，开府置官属。唐睿宗李旦即位，宣城公主食邑加实封五百，改封高安公主。
唐玄宗开元二年（714年）五月，在长安永平里家中去世，享壽六十六岁，陪葬乾陵。许国公苏颋作墓志，与《故高安大长公主挽词》。

## 家庭

### 丈夫
- 王勖，颍州刺史。

### 子
- 王暐，银青光禄大夫、太仆少卿。
- 王晖，朝请大夫、卫尉少卿。
- 王暕，尚舍奉御。

## 高安长公主神道碑
高安长公主神道碑

惟开元二年龙集摄提格夏五月哉生明，高安长公主薨於长安永平里第，享年六十有六。呜呼哀哉。丙申，上发哀，於晖政门设次，举声辍朝。加等遣大鸿胪彭城侯刘知柔持节斋书赴吊，京兆尹摄大鸿胪邓国公张暐、司农少卿李彦有司帅属护丧，文武五品已上会哭。《书》不云“敦族至于九，以昭於百姓”。《礼》不云“叙亲居其一，以统于万人”。此所以追有虞而化天下，感配陈而恸宸极。复以为素旗诔行，彤管区风，司常口留，执史多紊，乃制银青光禄大夫行紫微侍郎兼知制诰上柱国许国公苏颋为铭刻石。臣颋不敏，飏言拜命云：

长公主，讳某，字某，陇西狄道人，高祖神尧皇帝（李渊）之曾孙，太宗文武圣皇帝（李世民）之孙，高宗天皇大帝之第二女，中宗孝和皇帝（李显）之姊也。太上皇（李旦）之姊，开元神武皇帝（李隆基）之姑也。昔轩后修德，高阳任而豫之；虞臣迈德，伯阳冲而用之：故先王会昌而王者兴，前圣受命而圣人作。自风偃三代，刑清百年，扬耿光於祖宗，绍期运于神武，上以比崇于黄轩（黄帝）至其道，次以宗极于玄老（老子）施其教。庆渐绵瓞，恩周行苇，重熙而累盛，皇哉而唐哉。公主承姊月之华，分女星之耀，闲和美度。婉娩令德，有循其礼，无择於言，鉴图取则，闻诗服义，故可以赋丝缗而开汤沐者也。於是曳红绶，赐青圭，香满玉垆，彩摇金缕：允所谓帝乙归妹，以祉元吉，鲁侯主婚，是称同姓。始封宣城公主，下嫁乎王氏。

驸马都尉故颍州刺史赠右监门将军太原王府君讳勖字遂古，右监门将军平舒公之孙，歙州司马之子。自周储洛滨之契，秦将（王翦）频阳之业。门昌帝绪，家累天姻。徵平叔（何晏）之才貌，得孟孙（窦固）之阀阅：亦既观止，展也令仪，成其肃雍，率由俊彩。至盥漱栉纵，笄总衣绅，箴管刀砺。线纩縏袠：若此者敬而持之，动必於是，则其馀可重也。天授中，圣后从权革命，驸马非罪婴酷，公主复归於后庭。凡九十甲子，口不入辛味，耳不聆曼音，体逾尚柔，言靡敌怨，运观心之神，岂寂以幽通。将虚而信受。有菩萨现前者数四，后每奇之。中宗禹物不改，汉仪初复，乃命宗正卿李珍册拜宣城长公主，食实封一千户，并置府僚，比侯王之封，齐令丞之秩。太皇御极，又增五百户，改封於高安，且重永康之册，允符长广之拜。

今上握图，又通前加至二千户，尚於德，先於亲也。公主顷岁奉尝睹高宗画像，虽光灵在天，而见似目瞿，感咽於地，遂成心疾。至使名医萃止，御药相望，孝焉而终，仁则何辅。呜呼哀哉。富贵乃骄奢之资，不期而至；吉凶乃盛衰之象，不召而成。故泰忘约。吝生动，宠怙权，雅邪丑正，知得而不知丧，知存而不知亡：尝历观之熟矣。由是黄金象牙，明珠翠羽之饰积於外；雕文刻镂，衣纨芦缊之巧充於内，然后坚车良马，浆酒藿肉，吹笙竽，学歌舞於其闲者，殊不知以相强而结祸，因自瓷而招危。鲁元（鲁元公主）所以好过度，窦太（刘嫖）所以纵逾礼；鄂邑所以怼抵罪，湖阳所以匿犯法，馆陶所以求不获，昭平所以免河上：埒开邙阜，允子孰闻。田在汉京，权臣所夺。吁。可长叹息者矣。我长公主则不然：避荣守静，退藏於密；端操正色，进寡其辞。为皇女焉，为皇姊焉，为皇姑焉：非不贵也。能戒盈忌满，智崇礼卑，俭德之恭，让德之益，主无攸遂不专也，勤无告劳不匮也。宜於秋犊，以助宗人；率彼春蚕，以从王后：则未尝忽诸。犹深悟色空，大依禅惠，观我生之进退，究人事之终始：荩泡梦之为喻也。迺散以檀那，离於染著，景云岁，请罢赋邑，蠲属官，遂沈冥，从省旷，书上而制违之。呜呼。身殁意馀，道之微者。古有女仪嫔则焉：或孟母之勤学，敬姜之知礼，仲妻之辞相，惠妇之光夫。然出於素族，书之缇史，未有居高益下，托体至尊，如长主之俦矣。故能九师让能，三子闻教，自我之出，与时偕行，知微知彰，不谄不黩。长曰暐，银青光禄大夫太仆少卿；仲曰晖，朝请大夫卫尉少卿；季暕，尚舍奉御：并欲报罔极，栾貌棘心，哀以送之，黾从筮吉。粤某年八月朔十七日，葬於咸阳之北原，礼也。落月过半，秋阳浸微，清节凝兮朔风断，丹旐列兮秋云飞。望槐里而西驰，去萩园而北顾，视牵牛兮像设，过饮龙兮径度。闉阇䆗窱，嬴女之楼台。松柏阴烟，近汉皇之陵墓。其词曰：

赫赫上帝，临於巨唐。卜年万倍，诞睿兴王。何彼秾矣。休其有光。亦既从夫，车服不系。亦云主妇，苹蘩以祭。在贵能约，终温且惠。乐只君子，曾不永年。未亡之人，归于九天。心以理遣，身以义全。光於累圣，受于明命。伯姊延晖，皇姑袭庆。监以损益，辞其满盛。我有空言，宗於释门。不生不灭，兹道存存。兑之降灵，西反其魂。咏清浅兮天之际，忆潇湘兮日已逝。登寒山兮见超忽，生秋草兮坐芜没。金为字兮琬为碑，永贞芳兮实在斯。